# Linia Syberyjska
Linia Syberyjska – powstały w XVIII wieku łańcuch stanic kozackich i fortec (ogółem 141), służący do obrony rosyjskich rejonów przygranicznych przed najazdami koczowników.
Linia Syberyjska rozciągała się wzdłuż rzeki Irtysz na Syberii od Omska (terytorium Rosji) do Semipałatińska i Ustkamienogorska (tereny Wschodniego Kazachstanu).

## Literatura
- Муратова С. Р. На страже рубежей Сибири w: Национальные культуры региона. Научно-методический и репертуарно-информационный альманах. XVI выпуск. Издание Комитета по делам национальностей Тюменской области и Дворца национальных культур «Строитель». Тюмень 2007. s. 32-46. a-pesni.golosa.info. [zarchiwizowane z tego adresu (2011-08-30)].